# Chromadorea
Chromadorea är en klass i fylumet rundmaskar (Nematoda). Den innehåller endast en underklass (Chromadoria) och flera ordningar. En sådan redundans – klassen innehåller endast en underklass – kan leda till att Chromadoria kan delas upp om forskningen skulle visa att ordningarna utgör flera klader, eller överges om de visar sig utgöra en enda radiering.
Ursprungligen ansågs klassen vara en underklass av den parafyletiska taxonet ”Adenophorea, som numera har övergivits av moderna forskare. Det misstänks också att Chromadorea inte är monofyletisk så som det avgränsas här; åtminstone anses Monhysterida vara en distinkt och äldre utvecklingslinje än övriga.
Medlemmar av denna klassens har oftast kroppar med annulus; deras amfider är välutvecklade och bildar spiraler, och de har alla tre matstrupskörtlar. De lever vanligtvis i havssediment, men de kan finnas på andra ställen. De har ett mer komplicerat svalg än majoriteten av andra rundmaskar.

## Ordningar
Provisoriskt räknas följande ordningar hit:
- Araeolaimida
- Ascaridida[1]
- Chromadorida
- Desmodorida
- Desmoscolecidae
- Monhysterida[2]
- Rhabditida
- Rhigonematidae